# Rhitymna imerinensis
Rhitymna imerinensis är en spindelart som först beskrevs av Vinson 1863.  Rhitymna imerinensis ingår i släktet Rhitymna och familjen jättekrabbspindlar.
Artens utbredningsområde är Madagaskar. Inga underarter finns listade i Catalogue of Life.